# Punk Goes Classic Rock
Punk Goes Classic Rock es el noveno álbum de la serie Punk goes..., grabado por Fearless Records y lanzado el 26 de abril de 2010.
Posee 15 canciones en total. Este álbum es realizado por numerosas bandas, las cuales hacen tributo a conocidas y exitosas canciones del rock clásico.

## Listado de canciones
El 23 de febrero de 2010, el listado oficial de las canciones que estarían en el disco se dio a conocer
| #   | Título                         | Intérprete               | Intérprete Original | Duración |
| --- | ------------------------------ | ------------------------ | ------------------- | -------- |
| 1.  | "More Than A Feeling"          | Hit the Lights           | Boston              | 2:43     |
| 2.  | "Crazy Train"                  | Forever The Sickest Kids | Ozzy Osbourne       | 4:52     |
| 3.  | "Pour Some Sugar On Me"        | The Maine                | Def Leppard         | 3:58     |
| 4.  | "All Along The Watchtower"     | Envy On The Coast        | Jimmy Hendrix       | 3:51     |
| 5.  | "Take Me Home Tonight"         | Every Avenue             | Eddie Money         | 3:35     |
| 6.  | "Bohemian Rhapsody"            | NeverShoutNever!         | Queen               | 6:03     |
| 7.  | "Dream On"                     | Blessthefall             | Aerosmith           | 4:49     |
| 8.  | "Paint It Black"               | VersaEmerge              | The Rolling Stones  | 3:39     |
| 9.  | "Free Fallin'"                 | The Almost               | Tom Petty           | 4:26     |
| 10. | "We Are The Champions"         | Mayday Parade            | Queen               | 3:14     |
| 11. | "Rock N' Roll All Nite"        | The Summer Set           | Kiss                | 4:01     |
| 12. | "Caught Up In You"             | We The Kings             | 38 Special          | 4:05     |
| 13. | "Separate Ways (Worlds Apart)" | A Skylit Drive           | Journey             | 4:09     |
| 14. | "Your Love"                    | I See Stars              | The Outfield        | 3:13     |
| 15. | "Don't Fear The Reaper"        | Pierce the Veil          | Blue Oyster Cult    | 4:21     |